# Didi Lilo
Didi Lilo (en géorgien : დიდი ლილო et en russe : Диди-Лило) est un village (daba) de l'est de la Géorgie, à une vingtaine de km de la capitale géorgienne Tbilissi.
Située dans la municipalité de Gardabani dans la région de Basse Kartlie, la localité comptait 2 400 habitants en 2010.

## Localisation
Le daba de Didi Lilo, situé à un peu plus de 20km au nord-est de Tbilissi, ainsi qu'à environ 45km au nord-ouest de Gardabani, le centre administratif de la municipalité, se trouve également sur le Plateau de Iori.

## Description
Didi Lilo est un village rural, et dispose d'écoles, de petits commerces, de quelques industries agricoles, d'un centre culturel ainsi que d'un centre médical. La gare ferroviaire de Lilo se trouve à 8km au sud du village.
Le village est surtout célèbre à travers la Géorgie pour être le lieu d'origine d'une partie de la famille de Joseph Staline. Plusieurs membres de sa famille sont ainsi nés et ont grandi à Didi Lilo.

## Démographie
| \| Année \| Habitants \| \| ------- \| --------- \| \| 1979[1] \| 2 305 \| \| 1989[2] \| 4 208 \| \| 2002[3] \| 2 420 \| \| 2010 \| 2 400 \| \| 2014[4] \| 2 417 \| |           |
| Année | Habitants |
| 1979 | 2 305     |
| 1989 | 4 208     |
| 2002 | 2 420     |
| 2010 | 2 400     |
| 2014 | 2 417     |

## Personnalités liées à la ville
- Vissarion Djougachvili, père de Staline, est né à Didi Lilo
- Ekaterina Svanidzé, première épouse de Staline, originaire de Didi Lilo.